# Sĩ đại phu

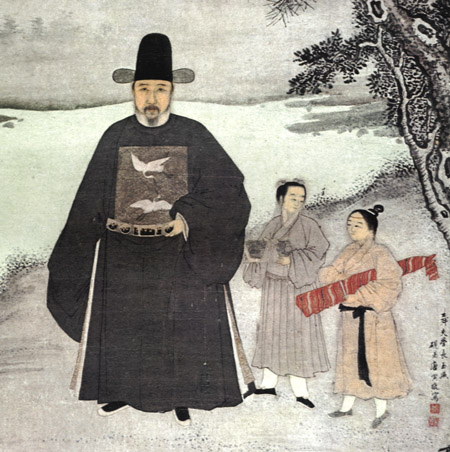
Phác họa chân dung một viên quan triều Minh ở thế kỷ 15 là Giang Thuấn Phu. Họa tiết hình hai con sếu trên ngực áo của ông chính là "bổ tử", nó thể hiện rằng ông là một quan văn thuộc hàng nhất phẩm.

Sĩ đại phu (tiếng Trung: 士大夫; bính âm: shì dàfū), đôi khi còn gọi là văn nhân hoặc sĩ phu, là những chính khách và quan chức triều đình được bổ nhiệm bởi các vị Hoàng đế Trung Hoa nhằm thi hành các công việc chính sự hàng ngày, bắt đầu từ triều đại nhà Hán cho đến thời điểm kết thúc triều đại nhà Thanh năm 1912, tức triều đại phong kiến cuối cùng trong lịch sử Trung Quốc. 
Trước thời nhà Tùy, sĩ đại phu thường là chức vị cha truyền con nối, do vậy hình thành các gia tộc sĩ đại phu có quyền hành lớn suốt nhiều thế hệ. Kể từ sau thời đại nhà Tùy, những quan chức này chủ yếu được tinh tuyển từ tầng lớp thân sĩ (紳士 shēnshì) bao gồm những người được đề danh bảng vàng (ví dụ như tú tài 秀才, cử nhân 舉人 hoặc tiến sĩ 進士) nhờ việc thi đỗ khoa cử, nhờ đó tính "cha truyền con nối" được giảm đáng kể, những người xuất thân bần hàn nhưng học giỏi thì cũng có thể trở thành sĩ đại phu. 
Tầng lớp sĩ đại phu được học về thư pháp và chữ Nho. Họ chi phối triều đình và đời sống người dân ở Trung Quốc cho đến tận đầu thế kỷ 20.

## Đánh giá
Nhà nghiên cứu Benjamin Elman thuộc Đại học Princeton (Hoa Kỳ) có viết rằng, một số người chỉ trích giới tinh hoa bước ra từ khoa cử vì nó làm cản trở sự phát triển của Trung Quốc xuyên suốt cả thế kỷ trước nhưng nó cũng là bước chuẩn bị cho các kỳ thi đào tạo quan chức chính phủ trong nền văn hóa thường ngày và rằng, "các kỳ thi kiểu cũ đã xây dựng nên cơ cấu văn hóa, xã hội, chính trị và giáo dục rất hiệu quả, đáp ứng được nhu cầu quan lại phục vụ triều đình, đồng thời cũng hỗ trợ cho cơ cấu xã hội trong những năm tháng cuối cùng của thời quân chủ."